# John Franklin Enders
John Franklin Enders (West Hartford, 10 februari 1897 – Central Waterford, 8 september 1985) was een Amerikaans medisch wetenschapper en Nobelprijswinnaar. In 1954 won hij samen met Thomas Huckle Weller en Frederick Chapman Robbins de Nobelprijs voor Fysiologie of Geneeskunde voor het ontdekken van een wijze om poliomyelitis virussen te kweken in een reageerbuis.

## Biografie
Enders was de zoon van John Östrom Enders, CEO van de Hartford National Bank, en Harriet Goulden Whitmore. Hij volgde zijn opleiding aan de Noah Webster School in Hartford en de St. Paul's School in Concord. Daarna ging hij korte tijd naar de Yale-universiteit, alvorens in 1918 lid te worden van de United States Air Force.
Na te zijn teruggekeerd uit de Eerste Wereldoorlog, maakte Enders zijn studie aan de Yale-universiteit af. Hij was op Yale lid van Scroll and Key en Delta Kappa Epsilon. In 1922 werd hij een zakenman in onroerend goed. Hij probeerde meerdere carrières uit, en koos uiteindelijk voor een studie in de biologische richting. Hij haalde in 1930 een Ph.D. microbiologie aan de Harvard-universiteit. Van 1930 tot 1946 bleef Enders verbonden aan Harvard als docent bacteriologie en immunologie. In 1946 werd hij gevraagd om een onderzoekslaboratorium voor besmettelijke ziektes op te zetten bij het Boston Kinderziekenhuis. Het was in dit laboratorium dat hij zijn belangrijkste werk uitvoerde naar virale ziekten.
In 1949 rapporteerde Enders, samen met Thomas Weller en Frederick Robbins, dat ze erin geslaagd waren om het virus van poliomyelitis "in vitro" op weefselcultuurs te kweken. Later paste Jonas Salk de Enders-Weller-Robbins-techniek toe om grote hoeveelheden van het poliovirus te produceren, om vervolgens in 1952 een injecteerbaar poliovirus te ontwikkelen dat na klinische tests in 1954 beschikbaar kwam. 
In 1954, toen hij zijn Nobelprijs ontving, werkte Enders in het Kinderziekenhuis van Boston. Later, van 1956 tot 1967 was hij hoogleraar aan de Harvard Medical School. Samen met Peebles isoleerde Enders in 1954 het mazelenvirus van een elfjaar oude jongen, David Edmonston, en ontwikkelde – gebruikmaken van Salks techniek – hieruit een mazelenvaccin.
Naast de Nobelprijs werd Enders ook onderscheiden met de Albert Lasker Award for Basic Medical Research (1961) en de Presidential Medal of Freedom (1963). In 1960 werd hij genoemd in de groep Amerikaanse wetenschappers als TIME Person of the Year. Hij was gehuwd met Sarah Frances Bennette, met wie hij een zoon (John Östrom) en een dochter (Sarah) kreeg. Na het overlijden van zijn echtgenote in 1943 hertrouwde hij in 1951 met Carolyne B. Keane, die een zoon (William Edmund Keane) meebracht uit een eerdere relatie. Enders stierf op 88-jarige leeftijd.
1901: Behring · 
1902: Ross · 
1903: Finsen · 
1904: Pavlov · 
1905: Koch · 
1906: Golgi, Ramón y Cajal · 
1907: Laveran · 
1908: Mechnikov, Ehrlich · 
1909: Kocher · 
1910: Kossel · 
1911: Gullstrand · 
1912: Carrel · 
1913: Richet ·
1914: Bárány · 
1919: Bordet · 
1920: Krogh · 
1922: Hill, Meyerhof · 
1923: Banting, Macleod · 
1924: Einthoven ·
1926: Fibiger · 
1927: Wagner-Jauregg · 
1928: Nicolle · 
1929: Eijkman, Hopkins · 
1930: Landsteiner · 
1931: Warburg · 
1932: Sherrington, Adrian · 
1933: Morgan · 
1934: Whipple, Minot, Murphy · 
1935: Spemann · 
1936: Dale, Loewi · 
1937: Szent-Györgyi · 
1938: Heymans · 
1939: Domagk · 
1943: Dam, Doisy · 
1944: Erlanger, Gasser · 
1945: Fleming, Chain, Florey · 
1946: Muller · 
1947: C. Cori, G. Cori, Houssay · 
1948: Müller · 
1949: Hess, Moniz · 
1950: Kendall, Reichstein, Hench · 
1951: Theiler · 
1952: Waksman · 
1953: Krebs,Lipmann ·
1954: Enders, Weller, Robbins · 
1955: Theorell · 
1956: Cournand, Forssmann, Richards · 
1957: Bovet · 
1958: Beadle, Tatum, Lederberg · 
1959: Ochoa, Kornberg · 
1960: Burnet, Medawar · 
1961: Békésy · 
1962: Crick, Watson, Wilkins · 
1963: Eccles, Hodgkin, Huxley · 
1964: Bloch, Lynen · 
1965: Jacob, Lwoff, Monod · 
1966: Rous, Huggins · 
1967: Granit, Hartline, Wald · 
1968: Holley, Khorana, Nirenberg · 
1969: Delbrück, Hershey, Luria · 
1970: Katz, Euler, Axelrod · 
1971: Sutherland · 
1972: Edelman, Porter · 
1973: Frisch, Lorenz, Tinbergen · 
1974: Claude, De Duve, Palade · 
1975: Baltimore, Dulbecco, Temin ·
1976: Blumberg, Gajdusek · 
1977: Guillemin, Schally, Yalow · 
1978: Arber, Nathans, Smith · 
1979: Cormack, Hounsfield · 
1980: Benacerraf, Dausset, Snell · 
1981: Sperry, Hubel, Wiesel · 
1982: Bergström, Samuelsson, Vane · 
1983: McClintock · 
1984: Jerne, Köhler, Milstein · 
1985: Brown, Goldstein · 
1986: Cohen, Levi-Montalcini · 
1987: Tonegawa · 
1988: Black, Elion, Hitchings · 
1989: Bishop, Varmus · 
1990: Murray, Thomas · 
1991: Neher, Sakmann · 
1992: Fischer, Krebs · 
1993: Roberts, Sharp · 
1994: Gilman, Rodbell · 
1995: Lewis, Nüsslein-Volhard, Wieschaus · 
1996: Doherty, Zinkernagel · 
1997: Prusiner · 
1998: Furchgott, Ignarro, Murad · 
1999: Blobel · 
2000: Carlsson, Greengard, Kandel ·
2001: Hartwell, Hunt, Nurse · 
2002: Brenner, Horvitz, Sulston · 
2003: Lauterbur, Mansfield · 
2004: Axel, Buck · 
2005: Marshall, Warren ·
2006: Fire, Mello ·
2007: Capecchi, Smithies, Evans ·
2008: Zur Hausen, Barré–Sinoussi, Montagnier ·
2009: Blackburn, Greider, Szostak ·
2010: Edwards ·
2011: Beutler, Hoffmann, Steinman ·
2012: Gurdon, Yamanaka ·
2013: Rothman, Schekman, Südhof ·
2014: O'Keefe, Moser, Moser ·
2015: Campbell, Omura, Tu ·
2016: Osumi ·
2017: Hall, Rosbash, Young ·
2018: Allison, Honjo ·
2019: Kaelin, Ratcliffe, Semenza ·
2020: Alter, Houghton, Rice ·
2021: Julius, Patapoutian ·
2022: Pääbo ·
2023: Karikó, Weissman ·
2024: Ambros, Ruvkun